# Hilsenheim
 Hilsenheim (en alsacià Hílse) és un municipi francès, situat a la regió del Gran Est, al departament del Baix Rin. L'any 2007 tenia 2.611 habitants. Limita amb Witternheim, Bindernheim i Wittisheim a l'est, Muttersholtz al sud, Ebersmunster a l'oest i Kogenheim, Sermersheim i Rossfeld al nord.
Forma part del cantó de Sélestat, del districte de Sélestat-Erstein i de la Comunitat de comunes del Ried de Marckolsheim.

## Demografia
| 1962  | 1968  | 1975  | 1982  | 1990  | 1999  |
| ----- | ----- | ----- | ----- | ----- | ----- |
| 1.656 | 1.666 | 1.933 | 1.890 | 1.788 | 1.980 |

## Administració
| Període   | Identitat       | Partit |
| --------- | --------------- | ------ |
| -1961     | Paul Metzger    |        |
| 1961-1983 | Charles Schrodi |        |
| 1983-2008 | André Ziser     |        |
| 2008-     | Bruno Kuhn      |        |